# Campylocentrum pauloense
Campylocentrum pauloense är en orkidéart som beskrevs av Frederico Carlos Hoehne och Schltr.. Campylocentrum pauloense ingår i släktet Campylocentrum och familjen orkidéer. Inga underarter finns listade i Catalogue of Life.